# Irizar Lagoon
Irizar Lagoon är en sjö i Antarktis. Den ligger i Sydshetlandsöarna. Argentina, Chile och Storbritannien gör anspråk på området. Irizar Lagoon ligger 82 meter över havet.